# Lisinopril
Le lisinopril est un médicament inhibiteur de l'enzyme de conversion (ECA). Il est utilisé pour traiter l'hypertension artérielle, l'insuffisance cardiaque et l'après crises cardiaques. Pour l'hypertension artérielle, il s'agit généralement d'un traitement de première intention. Il est également utilisé pour prévenir les problèmes rénaux chez les personnes atteintes de diabète sucré. Le lisinopril est pris par voie orale. Quatre semaines peuvent être nécessaires pour que le traitement fasse effet.
Les effets secondaires courants comprennent les maux de tête, les étourdissements, la sensation de fatigue, la toux, les nausées et les éruptions cutanées. Les effets secondaires graves peuvent inclure une pression artérielle basse, des problèmes de foie, une hyperkaliémie et un œdème de Quincke. L'utilisation n'est pas recommandée pendant toute la durée de la grossesse car cela pourrait nuire au fœtus. Le lisinopril agit en inhibant le système rénine-angiotensine-aldostérone. 
Le lisinopril a été breveté en 1978 et approuvé pour un usage médical aux États-Unis en 1987,. Il est disponible en tant que médicament générique. En 2020, c'était le quatrième médicament le plus couramment prescrit aux États-Unis, avec plus de 88 millions d'ordonnances,.   

## Relations structure-activité
Le lisinopril a un groupe proline qui est responsable de la disponibilité du médicament en formulation orale. Le groupe carboxylate interagit avec les ions zinc pour inhiber l'enzyme ACE présente dans les reins et les poumons. Les autres substituants participent à la liaison de la même enzyme. Contrairement au captopril, un autre inhibiteur de l'enzyme de conversion (ECA), le lisinopril est dépourvu de groupe thiol.

## Utilisations médicales
Le lisinopril est généralement utilisé pour le traitement de l'hypertension artérielle, de l'insuffisance cardiaque congestive, de la néphropathie diabétique et après un infarctus aigu du myocarde (crise cardiaque),. Le lisinopril fait partie de la classe des inhibiteurs de l'ECA. Comparé à d'autres médicaments de la même classe tels que le captopril et l'énalapril, le lisinopril a une durée d'action plus longue.
Indications approuvées par la FDA :
- Le lisinopril est approuvé par la Food and Drug Administration (FDA) des États-Unis pour gérer l'hypertension chez les patients adultes et pédiatriques de six ans et plus.
- comme traitement d'appoint dans le traitement de l'insuffisance cardiaque.
- Il est recommandé comme traitement de l'infarctus du myocarde avec élévation du segment ST (STEMI) dans les 24 heures chez les patients hémodynamiquement stables pour améliorer la survie.

Le lisinopril est débuté à 5 ou 10 mg et dosé jusqu'à 40 mg une fois par jour maximum. La posologie d'entretien efficace habituelle est de 20 mg administrés en une seule prise quotidienne,.  
Une revue systématique a conclu que le lisinopril était efficace pour le traitement de la maladie rénale protéinurique, y compris la protéinurie diabétique. 
Chez les personnes d'origine africaine subsaharienne, les inhibiteurs calciques ou les diurétiques thiazidiques peuvent abaisser la pression artérielle plus efficacement que les inhibiteurs de l'ECA tels que le lisinopril, bien qu'il manque des preuves convaincantes que ces médicaments diffèrent dans leur effet sur la morbidité ou la mortalité chez ces personnes. 

### Problèmes rénaux
Chez les patients atteints d'insuffisance rénale modérée à sévère, le lisinopril et les autres inhibiteurs de l'ECA sont supérieurs aux antagonistes des récepteurs de l'angiotensine II et aux autres antihypertenseurs pour la prévention des décès, des évènements cardiaques mortels et des lésions rénales. Une réduction de dose peut être nécessaire lorsque la clairance de la créatinine est inférieure ou égale à 30 ml·min-1. Étant donné que le lisinopril est éliminé par dialyse, des changements de dosage doivent également être envisagés pour les personnes sous dialyse.

### La grossesse et l'allaitement
Les données animales et humaines ont apporté des preuves de dommages mortels pour l'embryon et de tératogénicité associés aux inhibiteurs de l'ECA. Aucune donnée contrôlée sur la grossesse humaine n'est disponible. Des malformations congénitales ont été associées à l'utilisation de lisinopril au cours de n'importe quel trimestre. Des décès et une toxicité accrue pour le fœtus et le nouveau-né ont été signalés lors de l'utilisation du lisinopril au cours des deuxième et troisième trimestres. L'étiquette indique: "Lorsque la grossesse est détectée, arrêtez Zestril dès que possible." Le fabricant recommande aux mères de ne pas allaiter pendant qu'elles prennent ce médicament en raison du manque actuel de données sur l'innocuité.

## Contre-indications
Le lisinopril est contre-indiqué chez les personnes qui ont des antécédents d'œdème de Quincke ( héréditaire ou idiopathique ) ou qui sont diabétiques et qui prennent de l'aliskirène.

## Effets indésirables
L'incidence des effets indésirables varie en fonction de l'état pathologique pour lequel le patient est traité. 
Les personnes prenant du lisinopril pour le traitement de l'hypertension peuvent ressentir les effets secondaires suivants :
- Maux de tête (3,8 %)
- Vertiges (3,5 %)
- Toux (2,5 %) Les personnes atteintes du polymorphisme génétique ACE I/D peuvent présenter un risque plus élevé de toux associée aux inhibiteurs de l'ECA[13].
- Difficulté à avaler ou à respirer (signes d'œdème de Quincke ), réaction allergique ( anaphylaxie )
- Hyperkaliémie (2,2 % dans les essais cliniques chez l'adulte)
- Fatigue (1 % ou plus)
- Diarrhée (1 % ou plus)
- Certaines réactions cutanées sévères ont été rarement rapportées, notamment la nécrolyse épidermique toxique et le syndrome de Stevens-Johnson ; aucun lien de causalité n'a été établi.

Les personnes prenant du lisinopril pour le traitement de l'infarctus du myocarde peuvent ressentir les effets secondaires suivants :
- Hypotension (5,3 %)
- Dysfonctionnement rénal (1,3 %)

Les personnes prenant du lisinopril pour le traitement de l'insuffisance cardiaque peuvent ressentir les effets secondaires suivants :
- Hypotension (3,8 %)
- Vertiges (12 % à faible dose – 19 % à forte dose)
- Douleur thoracique (2,1 %)
- Évanouissement (5–7 %)
- Hyperkaliémie (3,5 % à faible dose – 6,4 % à forte dose)
- Difficulté à avaler ou à respirer (signes d'œdème de Quincke), réaction allergique (anaphylaxie)
- Fatigue (1 % ou plus)
- Diarrhée (1 % ou plus)
- Certaines réactions cutanées sévères ont été rarement signalées, notamment la nécrolyse épidermique toxique et le syndrome de Stevens-Johnson ; un lien de causalité n'a pas été établi.
- Agranulocytose

## Surdosage
Dans un surdosage signalé, la demi-vie du lisinopril a été prolongée à 14,9 heures. Le compte rendu de l'événement estime que l'individu a consommé entre 420 et 500 mg de lisinopril et a survécu. En cas de surdosage, il peut être éliminé de la circulation par dialyse.

## Interactions

### Soins dentaires
Les inhibiteurs de l'ECA comme le lisinopril sont généralement considérés comme sans danger pour les personnes qui suivent des soins dentaires de routine, bien que l'utilisation du lisinopril avant la chirurgie dentaire soit plus controversée, certains dentistes recommandant l'arrêt le matin de la procédure. Les personnes peuvent se présenter aux soins dentaires en suspectant une dent infectée, mais le gonflement autour de la bouche peut être dû à un œdème de Quincke induit par le lisinopril, ce qui nécessite une urgence et une référence médicale.

## Pharmacologie
Le lisinopril est l'analogue de la lysine de l'énalapril. Contrairement aux autres inhibiteurs de l'enzyme de conversion de l'angiotensine (ECA), il ne s'agit pas d'un promédicament, il n'est pas métabolisé par le foie et est excrété sous forme inchangée dans l'urine.

### Mécanisme d'action
Le lisinopril est un inhibiteur de l'ECA, ce qui signifie qu'il bloque les actions de l'enzyme de conversion de l'angiotensine (ECA) dans le système rénine-angiotensine-aldostérone (RAAS), empêchant la conversion de l'angiotensine I en angiotensine II. L'angiotensine II est un puissant vasoconstricteur à effets direct et un stimulateur de la libération d'aldostérone. La réduction de la quantité d'angiotensine II entraîne une relaxation des artérioles. La réduction de la quantité d'angiotensine II réduit également la libération d'aldostérone par le cortex surrénalien, ce qui permet au rein d'excréter du sodium avec de l'eau dans l'urine et augmente la rétention des ions potassium. Plus précisément, ce processus se produit dans les capillaires péritubulaires des reins en réponse à un changement des forces de Starling. L'inhibition du système RAAS provoque une diminution globale de la pression artérielle.

### Pharmacocinétique

#### Absorption
À la suite de l'administration orale de lisinopril, les concentrations sériques maximales de lisinopril se produisent dans les sept heures environ, bien qu'il y ait eu une tendance à un léger retard dans le temps nécessaire pour atteindre les concentrations sériques maximales chez les patients atteints d'infarctus aigu du myocarde. La baisse des concentrations sériques présente une phase terminale prolongée, qui ne contribue pas à l'accumulation du médicament. Cette phase terminale représente probablement une liaison saturable à l'ECA et n'est pas proportionnelle à la dose. Le lisinopril ne semble pas être lié à d'autres protéines sériques. Le lisinopril ne subit pas de métabolisme et le médicament absorbé est entièrement excrété sous forme inchangée dans l'urine. D'après la récupération urinaire, le degré moyen d'absorption du lisinopril est d'environ 25 %, avec une grande variabilité interindividuelle (6 à 60 %) à toutes les doses testées (5 à 80 mg). L'absorption du lisinopril n'est pas affectée par la présence d'aliments dans le tractus gastro-intestinal,.
Des études chez le rat indiquent que le lisinopril traverse mal la barrière hémato-encéphalique. Des doses multiples de lisinopril chez le rat n'entraînent pas d'accumulation dans les tissus.

#### Élimination
La demi-vie du lisinopril est de 12 heures et est augmentée chez les personnes souffrant de problèmes rénaux,. Alors que la demi-vie plasmatique du lisinopril a été estimée entre 12 et 13 heures, la demi-vie d'élimination est beaucoup plus longue, aux alentours de 30 heures. La durée totale d'action est comprise entre 24 et 30 heures.

## L'histoire
Le lisinopril est un dérivé peptidique synthétique du captopril. Les scientifiques de Merck ont créé le lisinopril en modifiant systématiquement chaque unité structurelle de l'énalaprilate, en remplaçant divers acides aminés. L'ajout de lysine à une extrémité du médicament s'est avéré avoir une forte activité et une biodisponibilité adéquate lorsqu'il était administré par voie orale; des analogues de ce composé ont donné le lisinopril, qui tire son nom de la découverte de la lysine. Merck a mené des essais cliniques et le médicament a été approuvé pour l'hypertension en 1987 et l'insuffisance cardiaque congestive en 1993.
La découverte a posé un problème, car les ventes d'énalapril étaient fortes pour Merck, et la société ne voulait pas diminuer ces ventes. Merck a fini par conclure un accord avec Zeneca en vertu duquel Zeneca a reçu le droit de co-commercialiser le lisinopril, et Merck a reçu les droits exclusifs d'un candidat-médicament inhibiteur de l'aldose réductase à un stade antérieur, un traitement potentiel du diabète. Le marketing de Zeneca et le nom de marque, "Zestril", se sont avérés plus puissants que les efforts de Merck. Le médicament est devenu un blockbuster pour AstraZeneca (créé en 1998), avec des ventes annuelles en 1999 de 1,2 milliard de dollars.
Les brevets américains ont expiré en 2002. Depuis lors, le lisinopril est disponible sous de nombreuses marques dans le monde entier ; certaines formulations incluent le diurétique hydrochlorothiazide.